# Нумайриды
Нумайриды, или Нумейриды (араб. النميريون‎, an-Numayriyyūn) — династия, правившая в юго-западной Джазире (части территорий нынешних восточной Сирии и юго-восточной Турции) с центром в Харране в 990—1081 годах, а в отдельных крепостях — до 1120 года.

## География

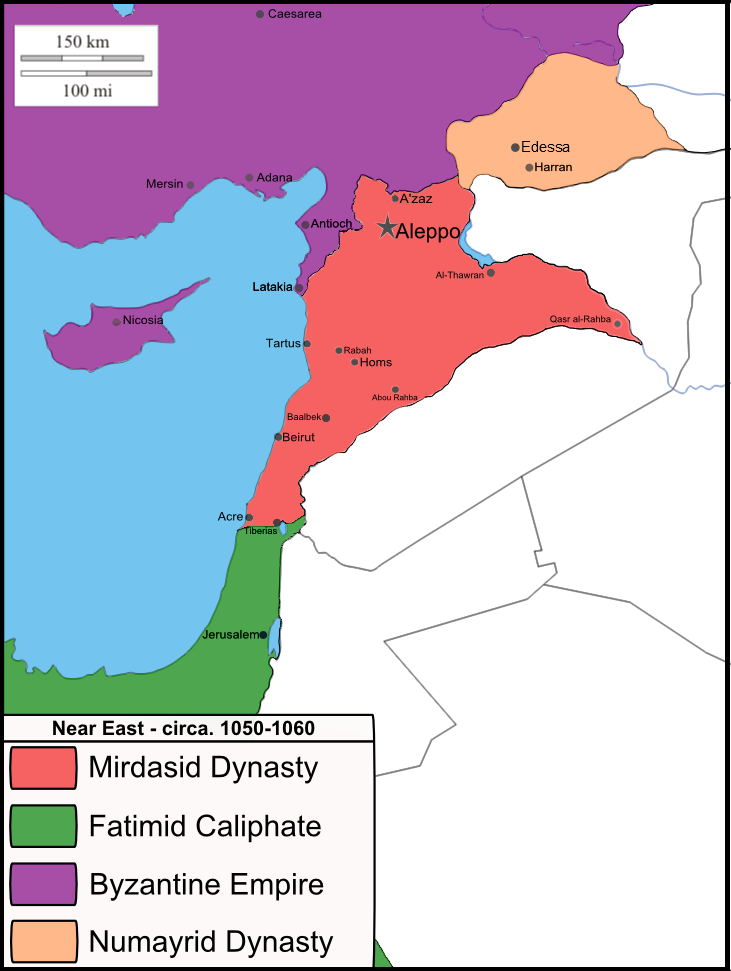
Территория, подвластная Нумайридам (обозначена оранжевым цветом) между и годами.

Нумайриды правили Дияр-Мударом, западной из трёх (наряду с Дияр-Бакром и Дияр-Рабией) провинций Джазиры. Они более или менее постоянно контролировали земли между приевфратскими городами Харраном, Саруджем и Раккой между 990 и 1081 годами. Большую часть этого времени они граничили на юге и западе с халебским эмиратом Мирдасидов, на востоке — с мосульским эмиратом Укайлидов, на севере — с майяфарикинским эмиратом Марванидов, на северо-западе — с Византийской империей. Нумайриды, Мирдасиды и Укайлиды были арабскими династиями, а Марваниды — курдами. Все они были независимыми мелкими династиями, возникшими в северной Сирии и Верхней Месопотамии в конце X — начале XI веков из-за неспособности великих региональных держав, таких как Багдадский халифат Аббасидов, Каирский халифат Фатимидов и Византийская империя, контролировать или аннексировать эти регионы. В разное время Нумайриды присягали на верность и заключали союзы со всеми тремя этими державами.
Нумайриды также контролировали Урфу (Эдессу), пока её не завоевали византийцы в 1031 году. В 1062 году Нумайриды уступили Ракку своим дальним родственникам и бывшим союзникам Мирдасидам, а к 1081 году их столица Харран и близлежащий Сарудж были завоёваны турками-сельджуками и их арабскими союзниками Укайлидами. Нумайридские эмиры продолжали удерживать изолированные крепости в Верхней Месопотамии, такие как Калат-ан-Наджм и Синн-ибн-Утайр возле Самосаты, до начала XII века, но после 1120 года сведения о них в источниках исчезают.

## История

### Происхождение династии
Эмиры династии принадлежали к племени Бану-Нумайр, которое было ветвью племени Бану-Амир-ибн-Саса’а из кайситской группы арабских племён. Имя «Нумайр», вероятно, связано с nimr — арабским словом, означающим «леопард». В отличие от большинства детей легендарного прародителя Амира ибн Саса’а, которые стали родоначальниками крупных ветвей племени, Нумайр имел другую материнскую линию и его потомки не вступали ни в какие племенные союзы. На протяжении бо́льшей части своей истории Бану-Нумайр были бедной кочевой группой, которая в основном занималась разбоем. О них не упоминается в исторических записях до периода Омейядов (661—749), когда они доминировали на западе Ямамы в центральной Аравии. В результате Бану-Нумайр были рассеяны во время экспедиции аббасидского военачальника Буги аль-Кабира в 846 году, но восстановились в последующие десятилетия.

### Переселение в Джазиру

Джазира и её провинции Дияр-Бакр, Дияр-Мудар и Дияр-Рабия.

Арабский биограф и историк XIII века Ибн-аль-Адим считает, что Бану-Нумайр мигрировали в Верхнюю Месопотамию из Ямамы в 920 году, а современный историк Клиффорд Босворт относит их прибытие в Джазиру где-то между 940 и 954 годами. Это соответствовало второму крупному, постисламскому переселению арабских племён в Сирию и Месопотамию, на этот раз в связи с карматским движением. Как и Бану-Нумайр, многие племена, входившие в состав карматской армии, также были ветвями Бану-Амир из Аравии, в том числе Бану-Килаб, Бану-Хафаджа, Бану-Укайль и Бану-Кушайр. Эти группы бедуинов в значительной степени вытеснили осёдлые арабские племена Верхней Месопотамии, сделав дороги небезопасными для путешествий и серьёзно повредив выращиванию сельскохозяйственных культур. По словам арабского географа и путешественника X века Ибн-Хаукаля:
Бану-Нумайр… изгнали их [крестьян и оседлых бедуинов] с некоторых из их земель, даже большинства из них, присвоив себе некоторые места и регионы… Они решают вопрос об их защите и деньгах на защиту.
В 941 году Бану-Нумайр служили во вспомогательных войсках губернатора Аббасидов в Верхней Месопотамии. Шесть лет спустя их таким же образом использовал Али ибн Абдаллах, хамданидский эмир Халеба (944—967), против вторжений ихшидидского регента Абу’ль-Миска Кафура. Вскоре после этого халебский эмир попытался сдержать бедуинские племена, чья сила росла за счёт осёдлого населения. Бану-Нумайр были изгнаны из Дияр-Мудара и укрылись в Джебель-Синджаре в Дияр-Рабии, восточной части Джазиры. Наряду с другими кайситскими племенами, Бану-Нумайр восстали против Али ибн Абдаллаха и его брата Хасана ибн Абдаллаха, эмира Мосула (929—969). Последний изгнал их в Сирийскую пустыню, а в 954 году Али добился их подчинения, после чего переселил их в район у реки Хабур в Дияр-Мударе. В 956 году он предпринял ещё одну экспедицию против Бану-Нумайр, которые оказались нелояльными подданными.

### Вассаб ибн Сабик

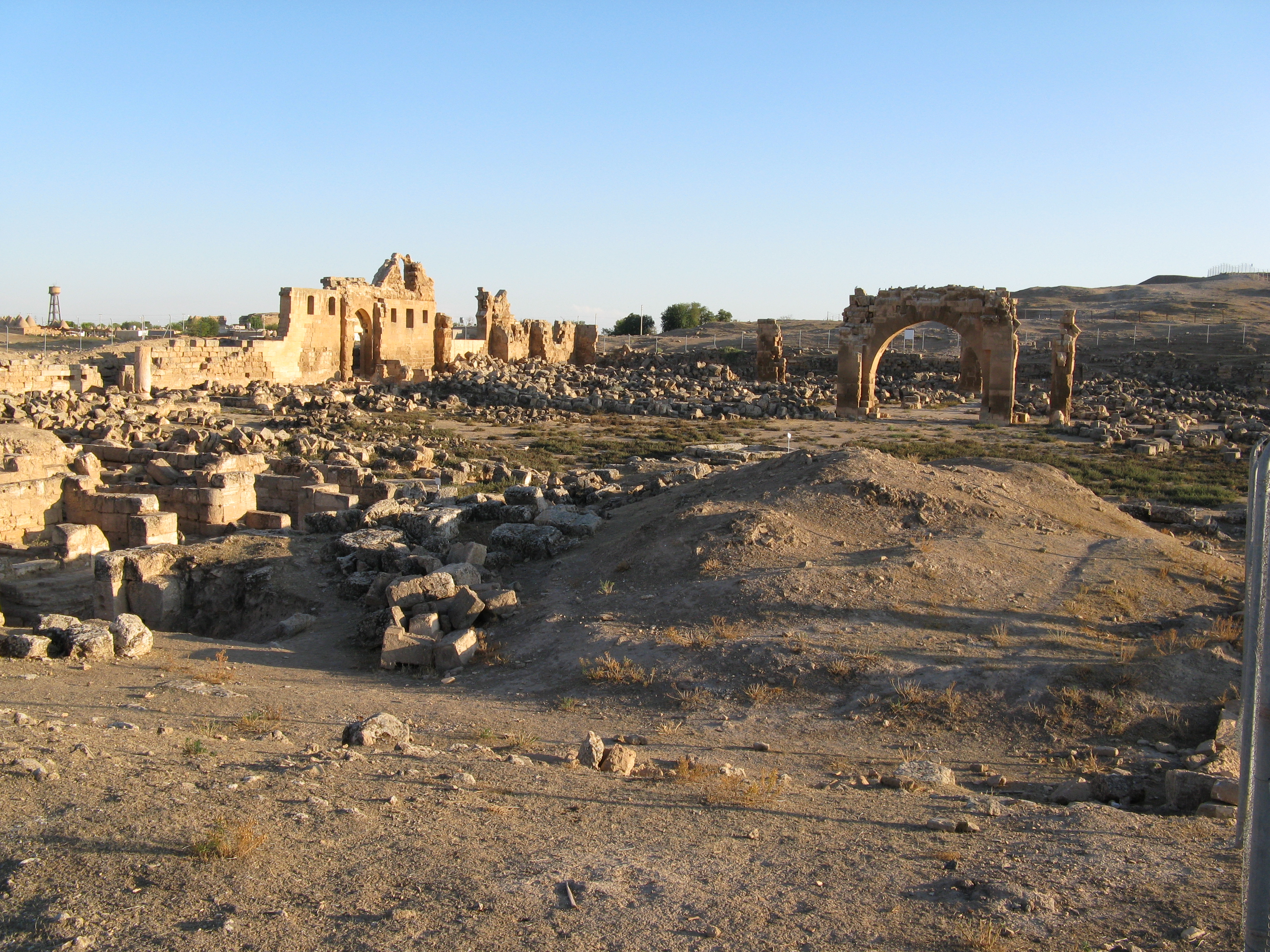
Руины Харрана, главного центра эмирата Нумайридов, которым они владели в — годах.

Когда Али ибн Абдаллах умер в 967 году, его Халебский эмират вступил в период административного упадка. Это препятствовало способности Хамданидов эффективно контролировать окраинные районы Дияр-Мудара, расположенные недалеко от враждебной византийской границы. С этой целью новый эмир Шариф ибн Али (967—991) назначил Вассаба ибн Сабика губернатором Харрана и Рухи. В 990 году Вассаб восстал против Хамданидов и объявил Харран независимым эмиратом, что ознаменовало основание династии Нумайридов.
В том же году Вассаб захватил укрепленный город Сарудж к западу от Харрана, а в 1006 году отвоевал Ракку у её правителя Мансура ибн Лулу. Во время своего правления Вассаб также аннексировал Урфу (Эдессу) к северу от Саруджа и передал её своему брату Утайру. Захват Урфы укрепил стратегическое положение Нумайридов, территория которых стала граничить с Византией с севера и запада. Вассаб умер в 1019 году.

### Шабиб ибн Вассаб
Вассабу наследовал его сын Шабиб ибн Вассаб. Нумайриды, возможно, потеряли контроль над Харраном через некоторое время после смерти Вассаба. Кроме того, во время раннего правления Шабиба жители Урфы (Эдессы) становились все более враждебными по отношению к их эмиру Утайру ибн Сабику из-за того, что он убил популярного наместника города. В 1027 году Ахмад ибн Марван, марванидский эмир Майяфарикина и Амида (1010—1061), вмешался от имени жителей Урфы, убил Утайра и захватил город. Сведения о том, участвовали ли Ахмад ибн Марван или Салих ибн Мирдас, мирдасидский эмир Халеба (1024—1029), в арбитраже о разделе Урфы после падения Утайра, расходятся. В любом случае сын Утайра, известный в источниках только как Ибн-Утайр (хотя Эдуард фон Цамбаур называет его Салманом), был назначен губернатором главной цитадели Урфы, а его двоюродный брат Ибн-Шибль, получил меньшую цитадель города. Таким образом, хотя Урфа и оставалась в руках Нумайридов, она фактически находилась вне контроля Шабиба.
В 1031 году между византийцами и Ибн-Утайром (или покровителями последнего из Марванидов) были начаты переговоры о передаче Урфы (Эдессы) под контроль Византии. В то же время начался конфликт между Ибн-Утайром и Ибн-Шиблем, что побудило Ибн-Утайра или Марванидов продать город византийскому императору Роману III за 20 тысяч золотых динаров и несколько деревень. После этой покупки войска Ибн-Шибля бежали, жители-мусульмане были убиты, а городские мечети сожжены. Тем временем Ибн-Утайр, по-видимому, перебрался в названную в его честь крепость Синн-ибн-Утайр недалеко от Самосаты.
Соглашение между Шабибом и византийцами было достигнуто в 1032 году, и во время определения границ Урфа (Эдесса) была закреплена за Византией, а остальная часть Дияр-Мудара осталась под властью Нумайридов. После этого в течение неопределённого периода Шабиб платил дань византийцам. Он не мог эффективно противостоять византийцам, поэтому сосредоточился на расширении своих владений на восток и север, на территории Марванидов и Укайлидов. В 1033 году он напал на Насибин, удерживаемый Укайлидами, но был отбит. В следующем году, заручившись поддержкой византийцев Шабиб выступил против Амида, столицы Марванидов, но отступил после демонстрации силы коалицией Марванидов и Укайлидов. В том же 1034 году город Харран был возвращен Шабибу после сильного голода, чумы и восстания местного населения. К 1036 году Шабиб и Ибн-Утайр разорвали союз с Византией и присоединились к усилиям Марванидов и Укайлидов по изгнанию византийцев из Урфы (Эдессы). Нумайриды захватили и разграбили город, взяли в плен несколько человек и убили многих жителей. Однако они не захватили цитадель, и Шабиб поспешно отступил, чтобы противостоять угрозе сельджуков Харрану. Византийцы заключили мир с Шабибом в следующем году, и Урфа была подтверждена как византийское владение.
Мир между Шабибом и его соседями позволил ему поддержать своего зятя (мужа сестры) Насра ибн Салиха, мирдасидского эмира Халеба (1029—1037), против наступления Ануштегина ад-Дизбари, фатимидского наместника Дамаска, в 1037 году. Фатимиды стремились расширить прямой контроль над северной Сирией, которой владели Мирдасиды, их номинальные вассалы. Последние были членами Бану-Килаб и, таким образом, дальними родственниками Бану-Нумайр. По словам сирийского историка Сухайля Заккара, два племени в целом поддерживали дружеские отношения, а Тьерри Бьянки считает, что «нумайро-килабский союз… контролировал всю северную Сирию и бо́льшую часть западной Джазиры». Сестра Шабиба, ас-Сайида Алавийя, известная своим умом и красотой, была замужем за Насром ибн Салихом и позже сыграла важную роль в политике Халеба. Ануштегин ад-Дизбари убил Насра ибн Салиха в мае 1037 года и двинулся на Алеппо, что побудило Шабиба, ас-Сайиду и Самаля ибн Салиха), брата и преемника Насра, отступить в Верхнюю Месопотамию. После этого ас-Сайида вышла замуж за Самаля. К 1038 году Шабиб присягнул Фатимидам и приказал упоминать их халифа Ма’ада ибн Али аль-Мустансира как главу мусульман в пятничных молитвах. Это ознаменовало формальный разрыв с халифатом Аббасидов, религиозную легитимность которого Нумайриды ранее признали.

### Междуцарствие

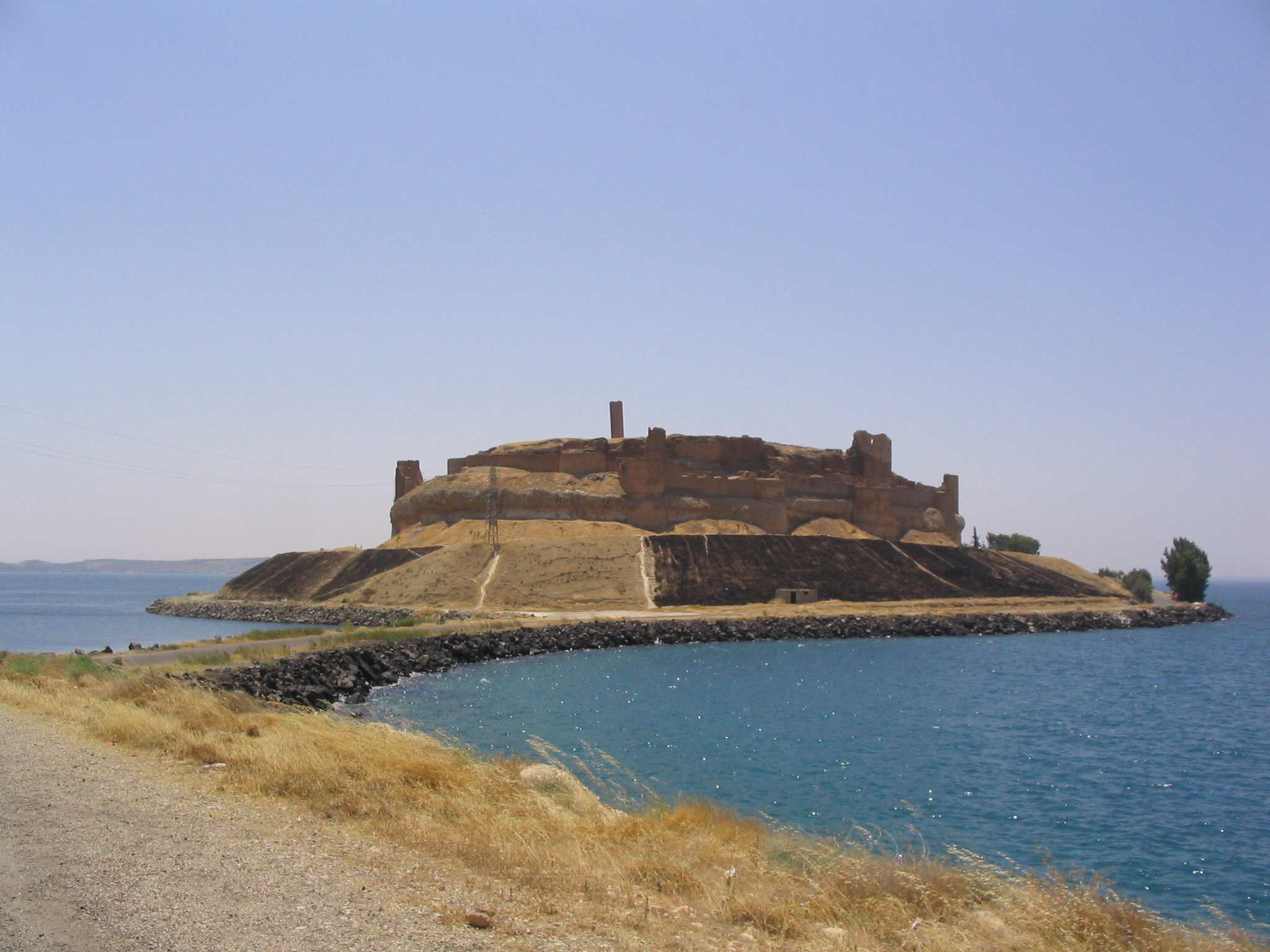
Мани ибн Шабиб продал крепость Калат-Джабар фатимидскому губернатору Ануштегину ад-Дизбари, но вернул её после смерти последнего в году.

Шабиб умер в 1039 году, не оставив взрослого наследника, и территория Нумайридов была разделена между его братьями Мутаином и Кавамом, совместно владевшими Харраном и Раккой, и неким Хасаном, по-видимому, сыном Шабиба, правившего Саруджем. Смерть Шабиба положила начало длительной вражде между племенами Бану-Нумайр и Бану-Килаб из-за Ракки и плодородных пастбищ, окружающих этот город. На момент смерти Шабиба его сестра ас-Сайида жила в Рафике, в непосредственной близости от Ракки, переехав туда с Самалем после оккупации Халеба Фатимидами. По словам Ибн-аль-Адима, она стремилась захватить Ракку у наместника своих братьев и вышла замуж за Самаля, «чтобы поддержать свою власть и защитить свои интересы». Самаль захватил Ракку, тем самым расширив племенную территорию Бану-Килаб на всю территорию между реками Балихом и Евфратом. Примерно в то же время Ануштегин ад-Дизбари, опасаясь растущей власти Самаля в Верхней Месопотамии, купил крепость Калат-Джабар к северу от Ракки у Мани ибн Шабиба, сына Шабиба ибн Вассаба. Когда ад-Дизбари умер в 1041 году, Мани немедленно вернул себе Калат-Джабар. К тому времени Самаль примирился с Фатимидами и был возвращен в Халеб.

### Мани ибн Шабиб
Напряжённость вокруг Ракки усилилась, когда Мани ибн Шабиб достиг совершеннолетия и принял на себя верховенство над Бану-Нумайр между 1044 и 1056 годами. Мани считал себя законным наследником имущества Шабиба и стремился вернуть его силой. Он разорвал с Фатимидами и признал верховенство сельджукского султана Тогрул-бека ибн Микаила (1037—1063), который послал Мани почётные одеяния и издал указ о предоставлении ему Ракки. В апреле 1056 года, после того как Самаль отклонил требование Мани уйти из Ракки, между ними вспыхнули боевые действия. К тому времени Мани уже захватил Харран у своих дядей.
Фатимиды пытались стабилизировать ситуацию в Верхней Месопотамии и помочь Арслану аль-Бусасири, полководцу Бувейхидов, который сопротивлялся вторжению сельджуков в Ирак в 1055 году. Он был изгнан из Багдада, а затем обосновался в Рахбе, где разработал план по возвращению Багдада. Фатимидский посол аль-Муайяд аш-Ширази придерживался крайне негативного мнения о Мани и склонялся к поддержке Самаля, но позже был убеждён Дубайсом I ибн Али, мазьядидским эмиром Джамиайна (1017—1081), в лагере аль-Бусасири, что Мани необходим для борьбы с сельджуками. Аль-Муайяд убедил Мани перейти на сторону Фатимидов. В награду аль-Бусасири захватил Ракку у Самаля и передал её Мани в октябре 1057 года. Однако, согласно летописцу Ибн-Шаддаду, аль-Бусасири не захватывал Ракку; скорее, Самаль передал Мани и Ракку, и Рафику из-за военного давления.

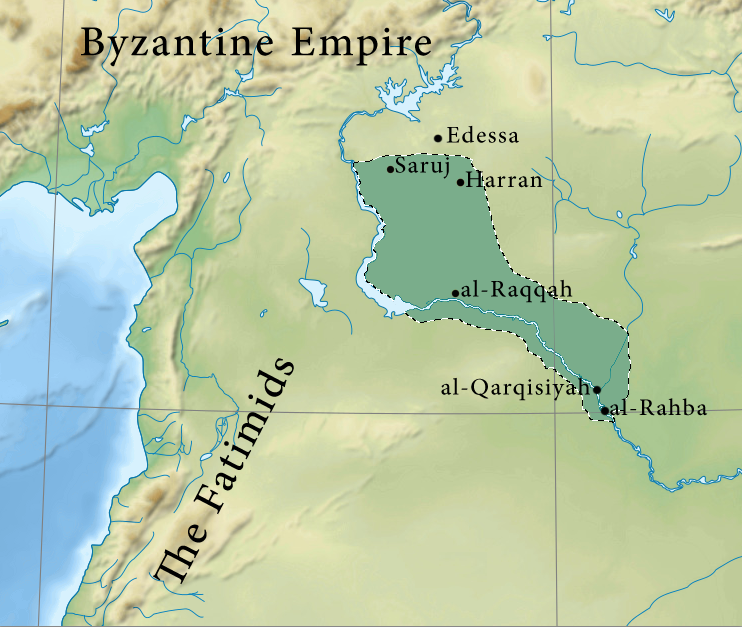
Территория, подвластная Нумайридам в период их наибольшего могущества (— годы).

Сдача Ракки Самалем была частью большей перемены власти в северной Сирии и Верхней Месопотамии, поскольку Фатимиды также вынудили Самаля покинуть Халеб в январе 1058 года. Тем временем они дали Мани большую сумму денег, чтобы заручиться его поддержкой кампании аль-Бусасири. Эти суммы позволили Мани прочно обосноваться в Харране, построив там дворец-цитадель на месте бывшего сабийского храма. В январе 1059 года аль-Бусасири удалось изгнать сельджуков из Багдада, свергнуть аббасидского халифа Абдаллаха ибн Ахмада аль-Каима (1031—1074) и провозгласить сюзеренитет Фатимидов над Багдадом. К тому времени Мани был богаче и могущественнее, чем когда-либо. Нумайриды не помогали аль-Бусасири в этой кампании, несмотря на их формальный союз. Тем временем Мани стремился обезопасить эмират Нумайридов на случай возрождения власти Аббасидов и Сельджукидов в Ираке; отсутствие поддержки как Мани, так и аль-Бусасири из Каира, в котором только что произошли значительные политические изменения, сподвигло Мани вернуться к поддержке Аббасидов и Сельджукидов. В том же году Мани расширил территорию Нумайридов до самой южной части, захватив города-крепости Рахбу и Каркисию в междуречье Хабура и Евфрата. Более того, он предоставил убежище в Харране четырёхлетнему Абдаллаху ибн Мухаммеду аль-Муктади, внуку и наследнику халифа (будущему халифу в 1074—1094 годах), который был тайно вывезен из Багдада.
В 1060 году, после того как сороканедельное правление аль-Бусисири в Багдаде окончилось его поражением и казнью сельджуками, Мани выдал одну из своих дочерей за багдадского изгнанника в Харране — Абдаллаха ибн Мухаммеда, чтобы установить связи с семьёй халифа. Затем Абдаллах был возвращён в Багдад со многими дарами. Хотя это прямо не упоминается в хрониках, Мани, вероятно, снова стал вассалом Аббасидов после поражения аль-Бусасири. По словам историка Д.С. Райса, «Нумайриды извлекли большую выгоду из инцидента с аль-Бусасири, получив Ракку от Мирдасидов и приняв от Фатимидов большие суммы, не беря на себя обязательств участвовать в опасном предприятии по участию в попытке государственного переворота аль-Бусасири». Период между 1058 и 1060 годами был пиком могущества Нумайридов.
В 1060 году Мани поддержал своего племянника — мирдасидского правителя Халеба Махмуда ибн Насра (сына Насра ибн Салиха и ас-Сайиды Алавийи) — против попытки Самаля вернуть Халеб. Но в конечном итоге Махмуд потерпел поражение и получил убежище у Мани. Затем вмешалась ас-Сайида Алавийя и выступила посредником в заключении перемирия между Самалем и Мани. Тем не менее, последний потерпел ещё одну серьёзную неудачу от рук Мирдасидов, когда Атийя ибн Салих, брат Самаля, захватил Ракку в 1062 году. В следующем году Мани умер от припадка, не оставив способного преемника. Хайдеманн утверждает, что со смертью Мани «Бану-Нумайр потеряли бо́льшую часть своего значения и вскоре предались забвению».

### Конец династии
Расширение власти Cельджукидов в Сирии и Верхней Месопотамии после их победы над византийцами в битве при Манцикерте в 1071 году угрожало эмирату Нумайридов: поражение Византии лишило Нумайридов и Мирдасидов мощного защитника. В 1081 году укайлидский эмир Муслим ибн Курейш при поддержке сельджуков отвоевал Харран у преемников Мани, чьи имена не были записаны в источниках. Согласно средневековому историку Ибн-аль-Асиру, Муслим ибн Курейш назначил Яхью ибн аш-Шатира, нумайридского гуляма и администратора, губернатором Харрана, в то время как другой средневековый летописец, Сибт ибн аль-Джаузи, утверждает, что некий Джафар аль-Укайли был назначен наместником и продвигал там шиитский ислам. В том же году Укайлиды вырвали контроль над Саруджем у Хасана ибн Шабиба, который удерживал его непрерывно с 1039 года. Хасан получил взамен Насибин и правил этим городом как вассал Укайлидов.

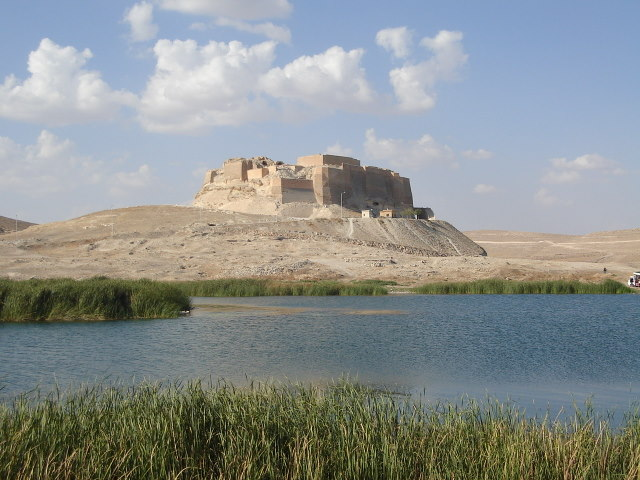
Калат-ан-Наджм был последним упомянутым в источниках владением Нумайридов.

В 1083 году Абу-Джалаба, ханбалитский кади Харрана, и сын Ибн-Утайра возглавили восстание против Укайлидов. Повстанцы сражались во имя малолетнего принца Нумайридов, Али ибн Вассаба (возможно, молодого внука Мани), и захватили город на короткий период. К концу года мятеж был подавлен Муслимом ибн Курейшем, казнившим Абу-Джалабу и его сыновей, и ещё около ста участников восстания. Яхья ибн аш-Шатир продолжал управлять Харраном после смерти Муслима ибн Курейша в 1085 году и был вновь утверждён в 1086 году на своём посту сельджукским султаном Малик-шахом ибн Алп-Арсланом (1072—1092), которому он сдал город. Появление сельджуков и связанных с ними туркменских племён в это время фактически положило конец правлению в северной Сирии и Верхней Месопотамии арабских племенных династий, включая Бану-Нумайр.
Несмотря на потерю столицы и большую часть своей власти, Нумайриды сохраняли своё присутствие в регионе до начала XII века, удерживая несколько крепостей, которые были изолированы друг от друга, включая Кала’ат-ан-Наджм на северном Евфрате и Синн-ибн-Утайр. По словам Д.С. Райса, Бану-Нумайр «всё ещё были скачкообразно активны» в этот период. В 1102 году они убили в Хите одного из эмиров Укайлидов — Мухаммеда ибн Рафи ибн Рифа, а четыре года спустя совершили неудачный набег на сельджукского полководца Афшина. В 1110 году Нумайриды во главе с неким Джавшаном ан-Нумайри захватили Ракку у её туркменского правителя Али ибн Салима, которого они убили, но вскоре были вытеснены. Крестоносцы, вошедшие в этот регион в начале века, захватили Синн-ибн-Утайр у нумайридского эмира Мани ибн Утайра в 1118 году. Средневековый летописец аль-Азими записал, что Нумайриды все ещё владели Кала’ат ан-Наджмом в 1120 году, но после этого о Нумайридах ничего не слышно. Основываясь на своём исследовании, Историк Д. С. Райс обнаружил, что по состоянию на 1951 год потомки Бану-Нумайр продолжали жить в Харране и его окрестностях и были известны как Нмер (разговорная форма от «Нумайр»), и принадлежали к конфедерации Джес (разговорная форма «Гайс»). Он также отметил, что они не знали, «что их предки когда-то, в течение почти столетия, были владельцами Ракки, Саруджа и Харрана».

## Культура

### Государственное устройство
Придя к власти, Нумайриды предпочитали защищать, управлять и облагать налогом общины, населяющие сельскохозяйственные территории и города, которые они контролировали, а не грабить их. Это сделало их похожими на бедуинские племена Бану-Килаб в северной Сирии и Бану-Укайль в Дияр-Рабии. Напротив, другие бедуины, современники Нумайридов, особенно Джаррахиды в Иордании и Палестине, грабили свою территорию и постоянно нападали на население. Тем не менее, Нумайриды сохранили аспекты своего кочевого образа жизни, в том числе боязнь жить в городской среде. Таким образом, эмиры и вожди Нумайридов воздерживались от проживания в городах, которые они контролировали; вместо этого они сформировали мини-княжества в сельской местности, окружающие их соответствующие крепости. Управление городами, включая налогообложение, возлагалось на наместника (которым обычно был гулям), правившего от имени эмира. Исключением из этой системы был Мани, который проживал в самом Харране. По словам Хайдемана:
Строительная деятельность в Харране и, вероятно, в Ракке является доказательством того, что Мани рассматривал города не только как места для фискальной эксплуатации. Он также хотел представить себя в городе как городского правителя, сохраняя при этом свою опору власти, Бану-Нумайр, на пастбищах.
Нумайриды, как и их соседи Марваниды, использовали титул эмира. Эмиры Шабиб и Мани также использовали, под влиянием Фатимидов, титулы Сани’ат-ад-Даула и Наджиб-ад-Даула соответственно. Вероятно, они приняли эти титулы в периоды формальной верности Фатимидам. Нумайриды основали монетные дворы в Харране, а при Мани — и в Ракке. На монетах были выбиты имена правящих эмиров, что в средневековую исламскую эпоху символизировало суверенное правление.

### Архитектурное наследие
В период расцвета своего государства, Мани превратил сабийский храм Харрана в богато украшенную укреплённую резиденцию. Раскопки современной цитадели Харрана показали, что постройка Мани частично состояла из двух небольших квадратных базальтовых башен, соединённых друг с другом украшенной аркой. Фрагменты куфической надписи, найденные на базальтовом блоке цитадели, указывают на постройку дворца в 1059 году. Райс заявляет, что надпись представляет собой «самый древний исламский текст, найденный до сих пор в Харране, и единственный сохранившийся эпиграфический документ династии Нумейридов».
Штефан Хайдеман считает, что во время правления Мани в Ракке и соседнем городе Рафике, вероятно, велась строительная деятельность, включая возможную реставрацию соборной мечети в последнем городе. Однако в Ракке и Рафике нет конкретных идентифицируемых следов строительства Нумайридов.

### Образ жизни и религия
Как бедуины (кочевые арабы), большинство нумайридских эмиров избегали осёдлой жизни в городах, которые они контролировали; они управляли своими эмиратами из своих племенных лагерей в сельской местности, доверив управление городами своим гулямам. Исключением был эмир Мани ибн Шабиб (правил в 1044—1063 годах), при котором Нумайриды достигли своего территориального расцвета. Мани жил в Харране, превратив древний сабийский храм в богато украшенный укреплённый дворец.
Как и Фатимиды, Хамданиды (Мосул и Алеппо), Мирдасиды, Нумайриды были мусульманами-шиитами. Первоначально они признали религиозный суверенитет Багдадского халифата мусульман-суннитов, по крайней мере, номинально, однако в последние годы правления Шабиба ибн Вассаба перешли на сторону шиитского халифата Фатимидов после того, как последний расширил своё влияние на север Сирии в 1037 году. При Мани ибн Шабибе Нумайриды снова признали верховенство багдадского халифа, но затем (в 1056—1059 годах) перешли к поддержке Фатимидов, а с 1060 года, вероятно, вернулись к подчинению Аббасидам.

## Список правителей
Известные по письменным источникам правители из династии Нумайридов:
| Годы правления | Годы правления | Титул и имя                       | Примечание |
| начало         | конец          | Титул и имя                       | Примечание |
| -------------- | -------------- | --------------------------------- | --- |
| после 967      | 1019           | Вассаб I аль-Му’заффар ибн Сабик  | сын Сабика ибн Джа’бара; наместник Хамданидов в Харране и Рухе (после 967—990); эмир Харрана и Саруджа (с 990), Ракки (с 1006) |
| до 1019        | 1027           | ̔Утайр I ибн Сабик                 | сын Сабика ибн Джабара; эмир ̔Урфы (Эдессы)                                                                                     |
| 1019           | 1039           | Сани’ат-ад-Даула Шабиб ибн Вассаб | сын Вассаба ибн Сабика; эмир Харрана (в годы правления и с 1034), Ракки и Саруджа                                              |
| 1027           | 1036           | Салман ибн ̔Утайр                  | сын ̔Утайра ибн Вассаба; эмир ̔Урфы (в главной цитадели) (до 1031, 1036—1036), Синн-ибн-̔Утайра (с 1031)                          |
| 1027           | 1031           | … ибн Шибль                       | внук Сабика ибн Джабара; эмир ̔Урфы (в малой цитадели)                                                                          |
| 1036           | до 1083        | ̔Утайр II ибн Салман               | сын Салмана ибн ̔Утайра; эмир Синн-ибн-̔Утайра                                                                                   |
| 1039           | 1044/1056      | Мута’ин ибн Вассаб                | сын Вассаба ибн Сабика; эмир Харрана, Ракки (до 1040); соправитель брата Кавама                                                |
| 1039           | 1044/1056      | Кавам ибн Вассаб                  | сын Вассаба ибн Сабика; эмир Харрана, Ракки (до 1040); соправитель брата Мута’ина                                              |
| 1039           | 1063           | Наджиб-ад-Даула Мани’ I ибн Шабиб | сын Шабиба ибн Вассаба; эмир Кал’ат-Джабара (1039—1040 и с 1041), Харрана (с 1044/1056), Ракки (1057—1062)                     |
| 1039           | после 1081     | аль-Хасан ибн Шабиб               | сын Шабиба ибн Вассаба; эмир Саруджа (до 1081); наместник Укайлидов в Насибине (с 1081)                                        |
| 1063           | 1081           | Вассаб II ибн Мани’               | сын Мани’ ибн Шабиба; эмир Харрана                                                                                             |
| 1081           | до 1110        | ̔Али ибн Вассаб                    | сын Мани’ ибн Шабиба; эмир Кала’ат-ан-Наджма, Харрана (в 1083)                                                                 |
| до 1083        | 1118           | Мани’ II ибн ̔Утайр                | сын Салмана ибн ̔Утайра; эмир Синн-ибн-̔Утайра                                                                                   |
| до 1110        | после 1120     | Джавшан ибн ̔Али                   | сын Мани’ ибн Шабиба; эмир Кала’ат-ан-Наджма, Харрана (в 1110)                                                                 |